# Indiana Jones et le Temple du Péril
Indiana Jones et le Temple du Péril (Engels: Indiana Jones and the Temple of Peril) is een achtbaan in het Franse attractiepark Disneyland Park.

## Geschiedenis
De attractie werd geopend op 30 juli 1993, een jaar na de opening van het park. Men vond dat het park nog te weinig attracties had. Allereerst werd er overwogen om ook een versie van Indiana Jones Adventure te realiseren in het park. Echter, de bouwtijd zou te lang zijn. Uiteindelijk koos men voor een achtbaan. Indiana Jones et le Temple du Péril was van alle Disneyparken ter wereld de eerste achtbaan met een inversie. Ook is het de attractie met de hoogste lengterestrictie van alle Disneyparken.
Tussen 2000 en 2004 reden de achtbaantreinen hun rondjes achteruit. De attractie moest hiervoor flink aangepast en bijgesteld worden, zodat de rit niet oncomfortabel zou worden en de bezoekers niet overal de onafgewerkte delen van de attractie zouden zien. Het achteruitrijden schrikte echter te veel mensen af, waardoor de populariteit van de achtbaan daalde. Sinds 27 november 2004 rijden de treinen dan ook weer vooruit.

## Verloop
In de attractie, gebaseerd op de Indiana Jonesfilms, maken bezoekers een ritje in een op hol geslagen mijnkarretje. De achtbaan heeft een lengte van 600 meter en heeft een inversie: een looping. Na de optakeling volgt een opeenvolging van bochten en afdalingen en de eerder genoemde looping.
De achtbaan is een verwijzing naar de film Indiana Jones and the Temple of Doom. Hierin bevindt zich een scène met een op hol geslagen mijnkar.

## Trivia
- In het Japanse attractiepark Tokyo DisneySea is een attractie te vinden die gebaseerd is op hetzelfde concept, maar die niet naar Indiana Jones is gethematiseerd: Raging Spirits.

Disneyland Paris · Lijst van attracties in Disneyland Park · Le Château de la Belle au Bois Dormant · afbeeldingen